# Vladimir Sterligov
Vladimir Wassilievich Sterligov (en russe : Влади́мир Васи́льевич Сте́рлигов), né le 18 mars 1904 (5 mars 1904 dans le calendrier julien) à Varsovie (Pologne) et mort le 1er novembre 1973 à Petrodvorets, en Union soviétique (actuellement Peterhof en Russie), est un peintre et poète russe d'avant-garde.
Vladimir Sterligov est considéré par les professionnels de l'art d'être le dernier des artistes de l'avant-garde russe. Ancien élève de Kazimir Malevitch, il a réussi à marcher au-delà de la limite du suprématisme, en créant un système nouveau et original.

## Biographie
Sterligov était membre de l'Union des artistes d'URSS.